# Констанція I (герцогиня Бретані)
Констанція (1161 — 5 вересня 1201) герцогиня Бретані, дочка герцога Бретані Конана IV і його дружини Маргарити Шотландської

## Біографія

### Походження
Констанція є спадкоємицею герцогства Бретань. Вона дочка герцога Бретані, Конана IV і його дружини Маргарити. Матір Констанції Маргарита, дочка Генріха Данкельда, кронпринца Шотландії, граф Нортумберленду і Гантіргдону, і сестра королів Шотландії Малкольма IV і Вільгельма I.

### Герцогиня Бретані
У 1166 році, Конан IV (батько Констанції) зрікся престолу на її користь, і вона стає герцогинею Бретані у віці 5 років, коли реальна влада знаходиться в руках, короля Англії Генріха II свого майбутнього свекора, з сином якого вона заручена з 31 липня 1166. В 1181 році вийшла заміж за Готфріда Плантагенета, син короля Англії Генріха II. Як чоловік Констанції, він був проголошеним герцогом-консортом Бретані, але Готфрід передчасно помирає від ран, отриманих під час участі в турнірі, організованому 19 серпня 1186 року, в Париж, королем Франції Філіпом II.
Після смерті свого першого чоловіка, Констанція здійснює повноправну владу в Бретані, навіть після того, як 3 лютого 1188 чи 1189, вийшла заміж вдруге за Ранульфа, граф Честеру і віконта Авранша, шлюб з яким був нав'язаний її колишнім свекром Генріхом II.

## Сім'я

### Чоловіки

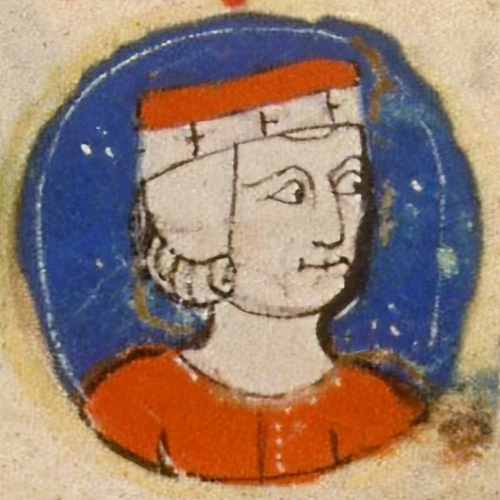
1 Готфрід (1158—1186)
2 Ранульф (1170—1232)
3 Гі (1150—1213)

### Діти

Маргарита (1201—1216/1220)

- Від першого чоловіка:

2 Матильда (1185—1189)

- Від третього чоловіка:

- Маргарита[2][3][4][5][6][7][8][9][10][к 1]
(1201—1216/1220)